# Chantal Danjou
Pour les articles homonymes, voir Danjou.
 (janvier 2017).
Si vous disposez d'ouvrages ou d'articles de référence ou si vous connaissez des sites web de qualité traitant du thème abordé ici, merci de compléter l'article en donnant les références utiles à sa vérifiabilité et en les liant à la section « Notes et références ».
Chantal Danjou, née à Alger le 10 février 1960, est une poétesse, nouvelliste et critique littéraire française.

## Biographie
Professeur de lettres dans un lycée du Var, elle est membre du comité de rédaction de la revue Encres vives.
Elle a publié une dizaine de recueils de poésie. Elle est également l'auteur d'un essai suivi d'entretiens avec le poète Jean-Claude Villain.

## Publications

### Textes et romans
- La Cendrifère, chez l'auteur, 1980
- Mythe de Migrale, Ed. St Germain des Prés, Paris, 1985
- Le Livre de la Soif, Ed. L'Harmattan, Paris, 1993
- Lieux / Dits, préface de Dagadès, Ed. Ass. Clapas, Aguessac, coll. Franche Lippée, 1994
- Les Consonnes de Sel, Ed. L'Harmattan, Paris, 1995
- Muse au beau visage penché, Ed. Encres Vives, Colomiers, 1996
- Terres Bleues, Ed. L'Harmattan, Paris, 1998
- Damier de silence et parole, Ed. L'Harmattan, Paris, 2001, essai suivi d’entretiens avec Jean-Claude Villain
- Éloge d'une absence verte, Ed. Encres Vives, Colomiers, 2002
- D'ocre et de théâtre, Ed. Encres Vives, Colomiers, 2003
- Malgré le bleu, Ed. du Nouvel Athanor, Paris, 2005
- Toko no ma, mise en regard avec Mikito Obata et Sumiko Kabumoto, Ed. L’Improviste, Paris, 2005
- Blaues Land, recueil traduit en allemand par Rüdiger Fischer, Ed. Pop lyrik, Ludwigsburg, 2006
- Poètes, chenilles, les chênes sont rongés, mise en regard avec Françoise Rohmer, Ed. Tipaza, Cannes, 2008
- Blanc aux murs rouges, Ed. Encres Vives, Colomiers, 2009
- Les Amants de glaise, roman, Ed. Rhubarbe, 2009
- Pension des oracles à l’auvent de bambou, Ed. Encres Vives, Colomiers, 2011
- La mer intérieure, entre les îles, mise en regard avec Hamid Tibouchi, Ed. Mémoire Vivante, Paris, 2012
- L’oreille coupée, Ed. Encres Vives, Colomiers, 2012
- Femme qui tend la torche, mise en regard avec Henri Yéru, Ed. Mémoire Vivante, Paris, 2014
- Je voudrais parler de la légèreté, mise en regard avec Henri Yéru, Ed. Tipaza, Cannes, 2015
- Les Cueilleurs de pommes, roman, Ed. Orizons, 2015
- L’ancêtre sans visage, mise en regard avec Ena Lindenbaur, Ed, Collodion, 2016
- L'Ombre et le ciel Le Ciel et l'ombre, roman, Ed. Orizons, 2021

### Livres d’artistes
- La Fendillée, sur des gravures de Liliane Aziosmanoff, 1999
- Sans titre, avec Martine Botella (mise en scène) ; et Françoise Rhomer (encres), 2004
- Sans titre, avec Youl, 2005
- Formes, récits du feu, avec Henri Yéru, Le Cahiers du Museur, coll. A côté, Nice, 2012
- Jour Nuit Jour, Livre I, avec Henri Yéru, La Roue Traversière, 2013

### Anthologie, publication collective
- De la poésie comme exercice spirituel, sur Jean-Claude Renard, Actes du Colloque de Thessalonique, P'U de Pau, 1995
- Êtres femmes, poèmes de femmes du Québec et de France, co-édition Le Temps des Cerises / Les Écrits des Forges, 1999
- Et si le rouge n’existait pas, anthologie poétique, éd. Le Temps des Cerises, 2010
- Pour Haïti, éd. Desnel, 2010
- Nous, la multitude, éd. Le Temps des Cerises, 2011
- Les poètes en Val d’hiver, Anthologie, éd. Corps Puce, 2011
- Le partage des mondes, éd. TipaZa, 2012
- Jean-Max Tixier, écrivain pluriel, Actes de Colloque, Université de Toulon, Var et Poésie, 2014
- Méditerranée, vers un noir paysager, texte pour la Revue Babel, Université de Toulon, 2015